# 無限十六 vol.1 -R.A.W.-
『無限十六 VOL.1 -R.A.W.-』は、INFINITY16がプロデュースしたコンピレーションアルバム。

## 概要
- INFINITY16プロデュースによるワンウェイアルバム『無限十六』の第1弾。「R.A.W. riddin」を使用した楽曲が収録されている。
- 「無限十六 vol.2 -PARK AVENUE-」と同時発売とあった。

## 収録曲
1. MUSIC / MUNEHIRO
2. その時が…-無限REMIX- / HAN-KUN（湘南乃風） & JUMBO MAATCH（Mighty Jam Rock）
3. 天 / BLUE SWORD
4. 気合いだ / RED RICE & 若旦那（湘南乃風）
5. CLAP CLAP CLAP / SHOCK EYE（湘南乃風）
6. ゴキブリッ / GOKI
7. GUN FINGER / KAAGO
8. WONDERLAND / 導楽
9. ここから / DAISEN
10. CAAN STOP / AICHIN